# Eletti al Senato della Repubblica nelle elezioni politiche italiane del 2001
Questo elenco riporta i nomi dei senatori della XIV legislatura della Repubblica Italiana dopo le elezioni politiche del 2001, suddivisi per circoscrizione.

## Maggioritario
| Circoscrizione        | Lista                      | Lista                  | Eletto                             | Collegio                   |
| --------------------- | -------------------------- | ---------------------- | ---------------------------------- | -------------------------- |
| Piemonte              |                            | Casa delle Libertà     | Rossana Boldi                      | Alessandria                |
| Piemonte              | Guido Brignone             | Casa delle Libertà     | Asti                               |                            |
| Piemonte              | Furio Gubetti              | Casa delle Libertà     | Moncalieri                         |                            |
| Piemonte              | Lucio Malan                | Casa delle Libertà     | Pinerolo                           |                            |
| Piemonte              | Luigi Manfredi             | Casa delle Libertà     | Verbania                           |                            |
| Piemonte              | Alberto Massucco           | Casa delle Libertà     | Ivrea                              |                            |
| Piemonte              | Giuseppe Menardi           | Casa delle Libertà     | Cuneo                              |                            |
| Piemonte              | Lorenzo Piccioni           | Casa delle Libertà     | Vercelli                           |                            |
| Piemonte              | Roberto Salerno            | Casa delle Libertà     | Biella                             |                            |
| Piemonte              | Aldo Scarabosio            | Casa delle Libertà     | Torino 1                           |                            |
| Piemonte              | Giuseppe Vegas             | Casa delle Libertà     | Novara                             |                            |
| Piemonte              | Tomaso Zanoletti           | Casa delle Libertà     | Alba                               |                            |
| Piemonte              |                            | L'Ulivo                | Maria Chiara Acciarini             | Torino 4                   |
| Piemonte              | Renato Cambursano          | L'Ulivo                | Torino 2                           |                            |
| Piemonte              | Angelo Muzio               | L'Ulivo                | Rivoli                             |                            |
| Piemonte              | Giuseppe Vallone           | L'Ulivo                | Settimo Torinese                   |                            |
| Piemonte              | Giampaolo Zancan           | L'Ulivo                | Torino 3                           |                            |
| Lombardia             |                            | Casa delle Libertà     | Sergio Agoni                       | Chiari                     |
| Lombardia             | Roberto Calderoli          | Casa delle Libertà     | Albino                             |                            |
| Lombardia             | Gianpiero Carlo Cantoni    | Casa delle Libertà     | Milano 2                           |                            |
| Lombardia             | Antonino Caruso            | Casa delle Libertà     | Rozzano                            |                            |
| Lombardia             | Guglielmo Castagnetti      | Casa delle Libertà     | Lumezzane                          |                            |
| Lombardia             | Roberto Castelli           | Casa delle Libertà     | Lecco                              |                            |
| Lombardia             | Romano Comincioli          | Casa delle Libertà     | Lodi                               |                            |
| Lombardia             | Domenico Contestabile      | Casa delle Libertà     | Vigevano                           |                            |
| Lombardia             | Riccardo De Corato         | Casa delle Libertà     | Milano 3                           |                            |
| Lombardia             | Marcello Dell'Utri         | Casa delle Libertà     | Milano 1                           |                            |
| Lombardia             | Antonio Del Pennino        | Casa delle Libertà     | Milano - Sesto San Giovanni        |                            |
| Lombardia             | Luigi Fabbri               | Casa delle Libertà     | Pavia                              |                            |
| Lombardia             | Lamberto Grillotti         | Casa delle Libertà     | Cremona                            |                            |
| Lombardia             | Paolo Guzzanti             | Casa delle Libertà     | Brescia                            |                            |
| Lombardia             | Lino Jannuzzi              | Casa delle Libertà     | Milano 4                           |                            |
| Lombardia             | Graziano Maffioli          | Casa delle Libertà     | Cantù                              |                            |
| Lombardia             | Alfredo Mantica            | Casa delle Libertà     | Monza                              |                            |
| Lombardia             | Cesarino Monti             | Casa delle Libertà     | Bollate                            |                            |
| Lombardia             | Celestino Pedrazzini       | Casa delle Libertà     | Como                               |                            |
| Lombardia             | Piero Pellicini            | Casa delle Libertà     | Varese                             |                            |
| Lombardia             | Vittorio Pessina           | Casa delle Libertà     | Bergamo                            |                            |
| Lombardia             | Luigi Peruzzotti           | Casa delle Libertà     | Gallarate                          |                            |
| Lombardia             | Enrico Pianetta            | Casa delle Libertà     | Cologno Monzese                    |                            |
| Lombardia             | Ettore Pietro Pirovano     | Casa delle Libertà     | Treviglio                          |                            |
| Lombardia             | Fiorello Provera           | Casa delle Libertà     | Sondrio                            |                            |
| Lombardia             | Enrico Rizzi               | Casa delle Libertà     | Seregno                            |                            |
| Lombardia             | Luigi Scotti               | Casa delle Libertà     | Melzo                              |                            |
| Lombardia             | Franco Servello            | Casa delle Libertà     | Abbiategrasso                      |                            |
| Lombardia             | Francesco Tirelli          | Casa delle Libertà     | Desenzano del Garda                |                            |
| Lombardia             | Antonio Tomassini          | Casa delle Libertà     | Busto Arsizio                      |                            |
| Lombardia             | Sergio Travaglia           | Casa delle Libertà     | Milano 5                           |                            |
| Lombardia             | Giuseppe Valditara         | Casa delle Libertà     | Rho                                |                            |
| Lombardia             | Alberto Zorzoli            | Casa delle Libertà     | Cinisello Balsamo                  |                            |
| Lombardia             |                            | L'Ulivo                | Franco Danieli                     | Suzzara                    |
| Lombardia             | Anna Donati                | L'Ulivo                | Mantova                            |                            |
| Trentino-Alto Adige   |                            | SVP-L'Ulivo            | Mauro Betta                        | Trento                     |
| Trentino-Alto Adige   | Renzo Michelini            | SVP-L'Ulivo            | Rovereto                           |                            |
| Trentino-Alto Adige   | Oskar Peterlini            | SVP-L'Ulivo            | Bolzano                            |                            |
| Trentino-Alto Adige   |                            | Südtiroler Volkspartei | Alois Kofler                       | Merano                     |
| Trentino-Alto Adige   | Helga Thaler Ausserhofer   | Südtiroler Volkspartei | Bressanone                         |                            |
| Trentino-Alto Adige   |                            | Casa delle Libertà     | Renzo Gubert                       | Pergine Valsugana          |
| Veneto                |                            | Casa delle Libertà     | Maria Elisabetta Alberti Casellati | Padova - Selvazzano Dentro |
| Veneto                | Giacomo Archiutti          | Casa delle Libertà     | Conegliano                         |                            |
| Veneto                | Ugo Bergamo                | Casa delle Libertà     | Chioggia                           |                            |
| Veneto                | Umberto Chincarini         | Casa delle Libertà     | San Bonifacio                      |                            |
| Veneto                | Paolo Danieli              | Casa delle Libertà     | Villafranca di Verona              |                            |
| Veneto                | Walter De Rigo             | Casa delle Libertà     | Belluno                            |                            |
| Veneto                | Luciano Falcier            | Casa delle Libertà     | Venezia - San Donà di Piave        |                            |
| Veneto                | Gian Pietro Favaro         | Casa delle Libertà     | Vittorio Veneto                    |                            |
| Veneto                | Paolo Franco               | Casa delle Libertà     | Schio                              |                            |
| Veneto                | Aventino Frau              | Casa delle Libertà     | Verona                             |                            |
| Veneto                | Giuseppe Gaburro           | Casa delle Libertà     | Abano Terme                        |                            |
| Veneto                | Guido Mainardi             | Casa delle Libertà     | Rovigo                             |                            |
| Veneto                | Antonio Domenico Pasinato  | Casa delle Libertà     | Bassano del Grappa                 |                            |
| Veneto                | Piergiorgio Stiffoni       | Casa delle Libertà     | Treviso                            |                            |
| Veneto                | Flavio Tredese             | Casa delle Libertà     | Vicenza                            |                            |
| Veneto                | Antonio Gianfranco Vanzo   | Casa delle Libertà     | Cittadella                         |                            |
| Veneto                |                            | L'Ulivo                | Tiziano Treu                       | Venezia - Spinea           |
| Friuli-Venezia Giulia |                            | Casa delle Libertà     | Roberto Antonione                  | Gorizia                    |
| Friuli-Venezia Giulia | Luciano Callegaro          | Casa delle Libertà     | Pordenone                          |                            |
| Friuli-Venezia Giulia | Giulio Camber              | Casa delle Libertà     | Trieste                            |                            |
| Friuli-Venezia Giulia | Giovanni Collino           | Casa delle Libertà     | Udine                              |                            |
| Friuli-Venezia Giulia | Francesco Moro             | Casa delle Libertà     | Codroipo                           |                            |
| Liguria               |                            | L'Ulivo                | Giovanni Lorenzo Forcieri          | La Spezia                  |
| Liguria               | Nando dalla Chiesa         | L'Ulivo                | Genova - Bargagli                  |                            |
| Liguria               | Aleandro Longhi            | L'Ulivo                | Genova - Campomorone               |                            |
| Liguria               | Egidio Pedrini             | L'Ulivo                | Savona                             |                            |
| Liguria               |                            | Casa delle Libertà     | Gabriele Boscetto                  | San Remo                   |
| Liguria               | Luigi Grillo               | Casa delle Libertà     | Genova - Chiavari                  |                            |
| Emilia-Romagna        |                            | L'Ulivo                | Massimo Bonavita                   | Cesena                     |
| Emilia-Romagna        | Daria Bonfietti            | L'Ulivo                | San Giovanni in Persiceto          |                            |
| Emilia-Romagna        | Franco Chiusoli            | L'Ulivo                | Imola                              |                            |
| Emilia-Romagna        | Mauro Fabris               | L'Ulivo                | Ravenna                            |                            |
| Emilia-Romagna        | Fausto Giovanelli          | L'Ulivo                | Reggio nell'Emilia                 |                            |
| Emilia-Romagna        | Luciano Guerzoni           | L'Ulivo                | Modena                             |                            |
| Emilia-Romagna        | Andrea Manzella            | L'Ulivo                | Forlì                              |                            |
| Emilia-Romagna        | Giancarlo Pasquini         | L'Ulivo                | Bologna Centro                     |                            |
| Emilia-Romagna        | Claudio Petruccioli        | L'Ulivo                | Ferrara                            |                            |
| Emilia-Romagna        | Albertina Soliani          | L'Ulivo                | Fidenza                            |                            |
| Emilia-Romagna        | Lanfranco Turci            | L'Ulivo                | Sassuolo                           |                            |
| Emilia-Romagna        | Antonio Vicini             | L'Ulivo                | Parma                              |                            |
| Emilia-Romagna        | Walter Vitali              | L'Ulivo                | Bologna - Casalecchio di Reno      |                            |
| Emilia-Romagna        | Sergio Zavoli              | L'Ulivo                | Rimini                             |                            |
| Emilia-Romagna        |                            | Casa delle Libertà     | Antonio Agogliati                  | Piacenza                   |
| Toscana               |                            | L'Ulivo                | Giuliano Amato                     | Grosseto                   |
| Toscana               | Franco Bassanini           | L'Ulivo                | Siena                              |                            |
| Toscana               | Luigi Berlinguer           | L'Ulivo                | Pisa                               |                            |
| Toscana               | Monica Bettoni Brandani    | L'Ulivo                | Arezzo                             |                            |
| Toscana               | Stefano Boco               | L'Ulivo                | Empoli                             |                            |
| Toscana               | Giovanni Brunale           | L'Ulivo                | Pontedera                          |                            |
| Toscana               | Natale D'Amico             | L'Ulivo                | Livorno                            |                            |
| Toscana               | Lamberto Dini              | L'Ulivo                | Firenze - Scandicci                |                            |
| Toscana               | Vittoria Franco            | L'Ulivo                | Sesto Fiorentino                   |                            |
| Toscana               | Stefano Passigli           | L'Ulivo                | Firenze Nord                       |                            |
| Toscana               | Andrea Rigoni              | L'Ulivo                | Carrara                            |                            |
| Toscana               | Giorgio Tonini             | L'Ulivo                | Pistoia                            |                            |
| Toscana               | Sauro Turroni              | L'Ulivo                | Prato                              |                            |
| Toscana               |                            | Casa delle Libertà     | Marcello Pera                      | Lucca                      |
| Umbria                |                            | L'Ulivo                | Gavino Angius                      | Orvieto                    |
| Umbria                | Paolo Brutti               | L'Ulivo                | Perugia                            |                            |
| Umbria                | Pierluigi Castellani       | L'Ulivo                | Foligno                            |                            |
| Umbria                | Fiorello Cortiana          | L'Ulivo                | Città di Castello                  |                            |
| Umbria                | Leopoldo Di Girolamo       | L'Ulivo                | Terni                              |                            |
| Marche                |                            | L'Ulivo                | Guido Calvi                        | Fano                       |
| Marche                | Mario Cavallaro            | L'Ulivo                | Macerata                           |                            |
| Marche                | Amedeo Ciccanti            | L'Ulivo                | Ascoli Piceno                      |                            |
| Marche                | Marina Magistrelli         | L'Ulivo                | Ancona                             |                            |
| Marche                | Giuseppe Mascioni          | L'Ulivo                | Pesaro                             |                            |
| Marche                |                            | Casa delle Libertà     | Luciano Magnalbò                   | Civitanova Marche          |
| Lazio                 |                            | Casa delle Libertà     | Paolo Barelli                      | Guidonia - Montecelio      |
| Lazio                 | Michele Bonatesta          | Casa delle Libertà     | Viterbo                            |                            |
| Lazio                 | Angelo Maria Cicolani      | Casa delle Libertà     | Rieti                              |                            |
| Lazio                 | Giuseppe Consolo           | Casa delle Libertà     | Roma - Primavalle                  |                            |
| Lazio                 | Cesare Cursi               | Casa delle Libertà     | Roma Centro                        |                            |
| Lazio                 | Mauro Cutrufo              | Casa delle Libertà     | Frosinone                          |                            |
| Lazio                 | Francesco D'Onofrio        | Casa delle Libertà     | Roma - Val Melaina                 |                            |
| Lazio                 | Domenico Fisichella        | Casa delle Libertà     | Roma - Trieste                     |                            |
| Lazio                 | Michele Forte              | Casa delle Libertà     | Terracina                          |                            |
| Lazio                 | Lodovico Pace              | Casa delle Libertà     | Roma - Fiumicino                   |                            |
| Lazio                 | Mario Palombo              | Casa delle Libertà     | Velletri                           |                            |
| Lazio                 | Riccardo Pedrizzi          | Casa delle Libertà     | Latina                             |                            |
| Lazio                 | Learco Saporito            | Casa delle Libertà     | Civitavecchia                      |                            |
| Lazio                 | Oreste Tofani              | Casa delle Libertà     | Cassino                            |                            |
| Lazio                 | Cosimo Ventucci            | Casa delle Libertà     | Roma - Ciampino                    |                            |
| Lazio                 |                            | L'Ulivo                | Alessandro Battisti                | Roma - Ostiense            |
| Lazio                 | Massimo Brutti             | L'Ulivo                | Roma - Tuscolano                   |                            |
| Lazio                 | Loredana De Petris         | L'Ulivo                | Roma - Gianicolense                |                            |
| Lazio                 | Antonio Falomi             | L'Ulivo                | Roma - Prenestino                  |                            |
| Lazio                 | Severino Lavagnini         | L'Ulivo                | Marino                             |                            |
| Lazio                 | Cesare Salvi               | L'Ulivo                | Roma - Collatino                   |                            |
| Abruzzo               |                            | Casa delle Libertà     | Maria Claudia Ioannucci            | L'Aquila                   |
| Abruzzo               | Andrea Pastore             | Casa delle Libertà     | Pescara                            |                            |
| Abruzzo               | Rocco Salini               | Casa delle Libertà     | Teramo                             |                            |
| Abruzzo               | Lucio Zappacosta           | Casa delle Libertà     | Chieti                             |                            |
| Abruzzo               |                            | L'Ulivo                | Tommaso Coletti                    | Lanciano                   |
| Molise                |                            | Casa delle Libertà     | Alfredo D'Ambrosio                 | Isernia                    |
| Molise                |                            | L'Ulivo                | Cinzia Dato                        | Campobasso                 |
| Campania              |                            | Casa delle Libertà     | Luigi Bobbio                       | Castellammare di Stabia    |
| Campania              | Leonzio Borea              | Casa delle Libertà     | Agropoli                           |                            |
| Campania              | Luigi Compagna             | Casa delle Libertà     | Caserta                            |                            |
| Campania              | Carmine Cozzolino          | Casa delle Libertà     | Nocera Inferiore                   |                            |
| Campania              | Vincenzo De Masi           | Casa delle Libertà     | Salerno                            |                            |
| Campania              | Gaetano Fasolino           | Casa delle Libertà     | Battipaglia                        |                            |
| Campania              | Pasquale Giuliano          | Casa delle Libertà     | Aversa                             |                            |
| Campania              | Antonio Iervolino          | Casa delle Libertà     | Nola                               |                            |
| Campania              | Cosimo Izzo                | Casa delle Libertà     | Benevento                          |                            |
| Campania              | Salvatore Lauro            | Casa delle Libertà     | Pozzuoli                           |                            |
| Campania              | Salvatore Marano           | Casa delle Libertà     | Pomigliano d'Arco                  |                            |
| Campania              | Emiddio Novi               | Casa delle Libertà     | Santa Maria Capua Vetere           |                            |
| Campania              | Gaetano Antonio Pellegrino | Casa delle Libertà     | Giugliano in Campania              |                            |
| Campania              | Francesco Pontone          | Casa delle Libertà     | Napoli Centro                      |                            |
| Campania              |                            | L'Ulivo                | Tommaso Casillo                    | Casoria                    |
| Campania              | Nello Formisano            | L'Ulivo                | Portici                            |                            |
| Campania              | Angelo Flammia             | L'Ulivo                | Ariano Irpino                      |                            |
| Campania              | Nicola Mancino             | L'Ulivo                | Avellino                           |                            |
| Campania              | Luigi Marino               | L'Ulivo                | Napoli - Ponticelli                |                            |
| Campania              | Maria Grazia Pagano        | L'Ulivo                | Napoli - Arenella                  |                            |
| Campania              | Giuseppe Scalera           | L'Ulivo                | Torre del Greco                    |                            |
| Campania              | Raffaele Tessitore         | L'Ulivo                | Napoli - Fuorigrotta               |                            |
| Puglia                |                            | Casa delle Libertà     | Antonio Azzollini                  | Molfetta                   |
| Puglia                | Ettore Bucciero            | Casa delle Libertà     | Bari Centro                        |                            |
| Puglia                | Pietro Cherchi             | Casa delle Libertà     | Foggia                             |                            |
| Puglia                | Francesco Chirilli         | Casa delle Libertà     | Nardò                              |                            |
| Puglia                | Rosario Giorgio Costa      | Casa delle Libertà     | Casarano                           |                            |
| Puglia                | Euprepio Curto             | Casa delle Libertà     | Francavilla Fontana                |                            |
| Puglia                | Giuseppe Degennaro         | Casa delle Libertà     | Bari - Bitonto                     |                            |
| Puglia                | Mario Greco                | Casa delle Libertà     | Monopoli                           |                            |
| Puglia                | Salvatore Meleleo          | Casa delle Libertà     | Lecce                              |                            |
| Puglia                | Carmelo Morra              | Casa delle Libertà     | San Severo                         |                            |
| Puglia                | Pasquale Nessa             | Casa delle Libertà     | Martina Franca                     |                            |
| Puglia                | Giuseppe Nocco             | Casa delle Libertà     | Altamura                           |                            |
| Puglia                | Giuseppe Semeraro          | Casa delle Libertà     | Taranto                            |                            |
| Puglia                | Giuseppe Specchia          | Casa delle Libertà     | Brindisi                           |                            |
| Puglia                | Filomeno Biagio Tatò       | Casa delle Libertà     | Andria                             |                            |
| Puglia                |                            | L'Ulivo                | Francesco Carella                  | Manfredonia                |
| Basilicata            |                            | L'Ulivo                | Giuseppe Ayala                     | Pisticci                   |
| Basilicata            | Romualdo Coviello          | L'Ulivo                | Lauria                             |                            |
| Basilicata            | Giampaolo D'Andrea         | L'Ulivo                | Matera                             |                            |
| Basilicata            | Piero Di Siena             | L'Ulivo                | Melfi                              |                            |
| Basilicata            | Vito Gruosso               | L'Ulivo                | Potenza                            |                            |
| Calabria              |                            | Casa delle Libertà     | Francesco Bevilacqua               | Vibo Valentia              |
| Calabria              | Francesco Crinò            | Casa delle Libertà     | Palmi                              |                            |
| Calabria              | Ida D'Ippolito Vitale      | Casa delle Libertà     | Catanzaro                          |                            |
| Calabria              | Antonio Gentile            | Casa delle Libertà     | Cosenza                            |                            |
| Calabria              | Renato Meduri              | Casa delle Libertà     | Reggio di Calabria                 |                            |
| Calabria              | Gino Trematerra            | Casa delle Libertà     | Castrovillari                      |                            |
| Calabria              |                            | L'Ulivo                | Nicodemo Filippelli                | Crotone                    |
| Calabria              | Cesare Marini              | L'Ulivo                | Corigliano Calabro                 |                            |
| Sicilia               |                            | Casa delle Libertà     | Filadelfio Basile                  | Paternò                    |
| Sicilia               | Antonio Battaglia          | Casa delle Libertà     | Bagheria                           |                            |
| Sicilia               | Giuseppe Bongiorno         | Casa delle Libertà     | Mazara del Vallo                   |                            |
| Sicilia               | Luigi Caruso               | Casa delle Libertà     | Avola                              |                            |
| Sicilia               | Roberto Centaro            | Casa delle Libertà     | Siracusa                           |                            |
| Sicilia               | Melchiorre Cirami          | Casa delle Libertà     | Sciacca                            |                            |
| Sicilia               | Antonio D'Alì              | Casa delle Libertà     | Marsala                            |                            |
| Sicilia               | Mario Ferrara              | Casa delle Libertà     | Palermo Sud                        |                            |
| Sicilia               | Giuseppe Firrarello        | Casa delle Libertà     | Acireale                           |                            |
| Sicilia               | Enrico La Loggia           | Casa delle Libertà     | Palermo - Capaci                   |                            |
| Sicilia               | Riccardo Minardo           | Casa delle Libertà     | Ragusa                             |                            |
| Sicilia               | Domenico Nania             | Casa delle Libertà     | Barcellona Pozzo di Gotto          |                            |
| Sicilia               | Liborio Ognibene           | Casa delle Libertà     | Gela                               |                            |
| Sicilia               | Salvatore Ragno            | Casa delle Libertà     | Messina                            |                            |
| Sicilia               | Sebastiano Sanzarello      | Casa delle Libertà     | Enna                               |                            |
| Sicilia               | Renato Schifani            | Casa delle Libertà     | Monreale                           |                            |
| Sicilia               | Calogero Sodano            | Casa delle Libertà     | Agrigento                          |                            |
| Sicilia               | Domenico Sudano            | Casa delle Libertà     | Catania - Misterbianco             |                            |
| Sicilia               | Carlo Vizzini              | Casa delle Libertà     | Palermo Centro                     |                            |
| Sicilia               | Guido Ziccone              | Casa delle Libertà     | Catania Centro                     |                            |
| Sardegna              |                            | Casa delle Libertà     | Mariano Delogu                     | Cagliari                   |
| Sardegna              | Ignazio Manunza            | Casa delle Libertà     | Oristano                           |                            |
| Sardegna              | Giuseppe Mulas             | Casa delle Libertà     | Olbia                              |                            |
| Sardegna              | Gianfranco Tunis           | Casa delle Libertà     | Carbonia                           |                            |
| Sardegna              |                            | L'Ulivo                | Bruno Dettori                      | Sassari                    |
| Sardegna              | Gianni Nieddu              | L'Ulivo                | Nuoro                              |                            |
| Valle d'Aosta         |                            | Vallée d'Aoste         | Augusto Rollandin                  | Aosta                      |

## Proporzionale
| Circoscrizione        | Lista                       | Lista                                | Eletto                      |
| --------------------- | --------------------------- | ------------------------------------ | --------------------------- |
| Piemonte              |                             | Casa delle Libertà                   | Sergio Vedovato             |
| Piemonte              | Eugenio Filograna           | Casa delle Libertà                   |                             |
| Piemonte              |                             | L'Ulivo                              | Jas Gawronski               |
| Piemonte              | Maria Grazia Siliquini      | L'Ulivo                              |                             |
| Piemonte              | Luciano Lorenzi             | L'Ulivo                              |                             |
| Piemonte              | Marco Preioni               | L'Ulivo                              |                             |
| Lombardia             |                             | L'Ulivo                              | Emanuela Baio Dossi         |
| Lombardia             | Loris Giuseppe Maconi       | L'Ulivo                              |                             |
| Lombardia             | Gianfranco Pagliarulo       | L'Ulivo                              |                             |
| Lombardia             | Pierluigi Petrini           | L'Ulivo                              |                             |
| Lombardia             | Gianni Piatti               | L'Ulivo                              |                             |
| Lombardia             | Ornella Piloni              | L'Ulivo                              |                             |
| Lombardia             | Antonio Pizzinato           | L'Ulivo                              |                             |
| Lombardia             | Natale Ripamonti            | L'Ulivo                              |                             |
| Lombardia             | Patrizia Toia               | L'Ulivo                              |                             |
| Lombardia             |                             | Alleanza Lombarda Autonomia          | Elidio De Paoli             |
| Lombardia             |                             | Partito della Rifondazione Comunista | Luigi Malabarba             |
| Lombardia             |                             | Lista Di Pietro                      | Valerio Carrara             |
| Trentino-Alto Adige   |                             | Casa delle Libertà                   | Ivo Tarolli                 |
| Veneto                |                             | L'Ulivo                              | Fabio Baratella             |
| Veneto                | Marcello Basso              | L'Ulivo                              |                             |
| Veneto                | Tino Bedin                  | L'Ulivo                              |                             |
| Veneto                | Giovanni Crema              | L'Ulivo                              |                             |
| Veneto                | Paolo Giaretta              | L'Ulivo                              |                             |
| Veneto                | Luigi Viviani               | L'Ulivo                              |                             |
| Friuli-Venezia Giulia |                             | L'Ulivo                              | Willer Bordon               |
| Friuli-Venezia Giulia | Miloš Budin                 | L'Ulivo                              |                             |
| Liguria               |                             | L'Ulivo                              | Francesco Martone           |
| Liguria               |                             | Casa delle Libertà                   | Andrea Corrado              |
| Liguria               | Stanislao Alessandro Sambin | Casa delle Libertà                   |                             |
| Emilia-Romagna        |                             | Casa delle Libertà                   | Alberto Balboni             |
| Emilia-Romagna        | Giampaolo Bettamio          | Casa delle Libertà                   |                             |
| Emilia-Romagna        | Laura Bianconi              | Casa delle Libertà                   |                             |
| Emilia-Romagna        | Vittorio Guasti             | Casa delle Libertà                   |                             |
| Emilia-Romagna        | Gianluigi Magri             | Casa delle Libertà                   |                             |
| Emilia-Romagna        |                             | Partito della Rifondazione Comunista | Livio Togni                 |
| Toscana               |                             | Casa delle Libertà                   | Massimo Baldini             |
| Toscana               | Francesco Bosi              | Casa delle Libertà                   |                             |
| Toscana               | Franco Mugnai               | Casa delle Libertà                   |                             |
| Toscana               | Grazia Sestini              | Casa delle Libertà                   |                             |
| Toscana               |                             | Partito della Rifondazione Comunista | Giorgio Malentacchi         |
| Umbria                |                             | Casa delle Libertà                   | Franco Asciutti             |
| Umbria                | Marcello Ronconi            | Casa delle Libertà                   |                             |
| Marche                |                             | L'Ulivo                              | Stefano Bastianoni          |
| Marche                |                             | Casa delle Libertà                   | Alessandro Forlani          |
| Lazio                 |                             | Casa delle Libertà                   | Domenico Kappler            |
| Lazio                 | Gino Moncada Lo Giudice     | Casa delle Libertà                   |                             |
| Lazio                 |                             | L'Ulivo                              | Tana De Zulueta             |
| Lazio                 | Mario Gasbarri              | L'Ulivo                              |                             |
| Lazio                 | Gerardo Labellarte          | L'Ulivo                              |                             |
| Lazio                 | Esterino Montino            | L'Ulivo                              |                             |
| Lazio                 | Franco Righetti             | L'Ulivo                              |                             |
| Abruzzo               |                             | L'Ulivo                              | Ottaviano Del Turco         |
| Abruzzo               | Bruno Viserta Costantini    | L'Ulivo                              |                             |
| Campania              |                             | Casa delle Libertà                   | Michele Florino             |
| Campania              | Antonio Girfatti            | Casa delle Libertà                   |                             |
| Campania              |                             | L'Ulivo                              | Ettore Liguori              |
| Campania              | Roberto Manzione            | L'Ulivo                              |                             |
| Campania              | Gaetano Pascarella          | L'Ulivo                              |                             |
| Campania              | Massimo Villone             | L'Ulivo                              |                             |
| Campania              |                             | Democrazia Europea                   | Francesco Salzano           |
| Campania              |                             | Partito della Rifondazione Comunista | Tommaso Sodano              |
| Puglia                |                             | L'Ulivo                              | Giovanni Battafarano        |
| Puglia                | Ida Maria Dentamaro         | L'Ulivo                              |                             |
| Puglia                | Antonio Gaglione            | L'Ulivo                              |                             |
| Puglia                | Maria Rosaria Manieri       | L'Ulivo                              |                             |
| Puglia                | Alberto Maritati            | L'Ulivo                              |                             |
| Puglia                | Rosa Stanisci               | L'Ulivo                              |                             |
| Basilicata            |                             | Casa delle Libertà                   | Corrado Danzi               |
| Basilicata            | Egidio Ponzo                | Casa delle Libertà                   |                             |
| Calabria              |                             | L'Ulivo                              | Nuccio Iovene               |
| Calabria              | Achille Occhetto            | L'Ulivo                              |                             |
| Calabria              | Donato Veraldi              | L'Ulivo                              |                             |
| Sicilia               |                             | L'Ulivo                              | Giovanni Battaglia          |
| Sicilia               | Costantino Garraffa         | L'Ulivo                              |                             |
| Sicilia               | Michele Lauria              | L'Ulivo                              |                             |
| Sicilia               | Antonio Montagnino          | L'Ulivo                              |                             |
| Sicilia               | Accursio Montalbano         | L'Ulivo                              |                             |
| Sicilia               | Antonio Rotondo             | L'Ulivo                              |                             |
| Sicilia               |                             | Democrazia Europea                   | Giuseppe Ruvolo             |
| Sardegna              |                             | Casa delle Libertà                   | Pasqualino Lorenzo Federici |
| Sardegna              |                             | L'Ulivo                              | Rossano Caddeo              |
| Sardegna              | Giovanni Murineddu          | L'Ulivo                              |                             |